# Frédéric Mendy (ur. 1988)
Frédéric Mendy (ur. 18 września 1988 w Paryżu) – piłkarz z Gwinei Bissau grający na pozycji napastnika. Od 2018 jest zawodnikiem klubu Vitória Setúbal.

## Kariera klubowa
Swoją karierę piłkarską Mendy rozpoczął w klubie Évreux FC 27, w którym w 2010 roku zadebiutował w piątej lidze francuskiej. W tym samym roku wyjechał do Singapuru i został zawodnikiem klubu Étoile FC. Zadebiutował w nim 12 lutego 2010 w wygranym 1:0 wyjazdowym meczu z Beijing Guoan Singapore. W sezonie 2010 wywalczył z nim mistrzostwo Singapuru.
W 2011 roku Mendy przeszedł do Home United, a swój debiut w nim zanotował 15 lutego 2011 w zremisowanym 1:1 wyjazdowym spotkaniu z Balestier Khalsa FC. W sezonie 2011 wywalczył z nim wicemistrzostwo Singapuru oraz zdobył Puchar Singapuru. W Home United spędził dwa sezony.
W 2013 roku Mendy został zawodnikiem portugalskiego GD Estoril Praia. Swój debiut w nim w pierwszej lidze portugalskiej zaliczył 17 lutego 2013 w przegranym 1:2 wyjazdowym meczu z CS Marítimo.
Latem 2013 Mendy został wypożyczony z Estoril do drugoligowego Moreirense FC. Zadebiutował w nim 13 września 2013 w zremisowanym 0:0 wyjazdowym meczu z FC Porto B. W Moreirense grał przez rok. W sezonie 2013/2014 awansował z nim do pierwszej ligi.
Latem 2014 Mendy udał się na wypożyczenie do drugoligowego União Madeira. Swój debiut w nim zanotował 12 sierpnia 2014 w zwycięskim 2:1 wyjazdowym spotkaniu z SC Beira Mar. W sezonie 2014/2015 wywalczył z nim awans do pierwszej ligi. W sezonie 2015/2016 ponownie grał w Estoril.
W lipcu 2016 Mendy został zawodnikiem południowokoreańskiego Ulsan Hyundai FC. Swój debiut w nim zaliczył 2 lipca 2016 w wygranym 2:1 domowym meczu z Suwon Samsung Bluewings. W debiucie strzelił gola. W Ulsan Hyundai grał do końca 2016.
W styczniu 2017 Mendy przeszedł do innego klubu z Korei Południowej, Jeju United FC. Zadebiutował w nim 5 marca 2017 w zwycięskim 1:0 wyjazdowym meczu z Incheon United. W sezonie 2017 wywalczył z Jeju wicemistrzostwo Korei Południowej.
W styczniu 2018 Mendy został piłkarzem tajskiego klubu Bangkok Glass FC. Swój debiut w nim zaliczył 11 lutego 2018 w przegranym 0:1 wyjazdowym spotkaniu z Nakhon Ratchasima FC. W Tajlandii grał przez pół roku.
W lipcu 2018 Mendy wrócił do Portugalii i został piłkarzem Vitórii Setúbal. Zadebiutował w niej 11 sierpnia 2018 w wygranym 2:0 domowym meczu z CD Aves. W sezonie 2019/2020 został zdegradowany z Vitórią do trzeciej ligi, gdyż klub ten nie otrzymał licencji na grę w pierwszej lidze.
| Sezon   | Klub             | Kraj             | Rozgrywki       | Mecze | Gole |
| ------- | ---------------- | ---------------- | --------------- | ----- | ---- |
| 2009/10 | Évreux FC 27     | Francja          | CFA 2           | 1     | 0    |
| 2010    | Étoile FC        | Singapur         | S-League        | 32    | 21   |
| 2011    | Home United      | Singapur         | S-League        | 31    | 21   |
| 2012    | Home United      | Singapur         | S-League        | 24    | 20   |
| 2012/13 | GD Estoril Praia | Portugalia       | Primeira Liga   | 1     | 0    |
| 2013/14 | Moreirense FC    | Portugalia       | Segunda Liga    | 19    | 4    |
| 2014/15 | União Madeira    | Portugalia       | Segunda Liga    | 44    | 20   |
| 2015/16 | GD Estoril Praia | Portugalia       | Primeira Liga   | 15    | 3    |
| 2016    | Ulsan Hyundai    | Korea Południowa | K League 1      | 18    | 6    |
| 2017    | Jeju United      | Korea Południowa | K League 1      | 34    | 7    |
| 2018    | Bangkok Glass FC | Tajlandia        | Thai League 1   | 14    | 4    |
| 2018/19 | Vitória Setúbal  | Portugalia       | Primeira Liga   | 28    | 4    |
| 2019/20 | Vitória Setúbal  | Portugalia       | Primeira Liga   | 0     | 0    |
| 2020/21 | Vitória Setúbal  | Portugalia       | Segunda Divisão | 23    | 6    |

## Kariera reprezentacyjna
W reprezentacji Gwinei Bissau Mendy zadebiutował 4 czerwca 2016 w wygranym 3:2 meczu kwalifikacji do Pucharu Narodów Afryki 2017 z Zambią, rozegranym w Bissau. W 2017 roku powołano go do kadry na Puchar Narodów Afryki 2017. Wystąpił na nim w trzech meczach grupowych: z Gabonem (1:1), z Kamerunem (1:2) i z Burkiną Faso (0:2).   
W 2019 roku Mendy był w kadrze na Puchar Narodów Afryki 2019. Rozegrał na nim trzy mecze grupowe: z Kamerunem (0:2), z Beninem (0:0) i z Ghaną (0:2).
W 2022 roku Mendy został powołany do kadry na Puchar Narodów Afryki 2021. Na tym turnieju wystąpił w trzech meczach grupowych: z Sudanem (0:0), z Egiptem (0:1) i z Nigerią (0:2).